# Plagithmysus forbesii
Plagithmysus forbesii är en skalbaggsart som beskrevs av Perkins 1927. Plagithmysus forbesii ingår i släktet Plagithmysus och familjen långhorningar. Inga underarter finns listade i Catalogue of Life.